# Gams bei Hieflau
Gams bei Hieflau è una frazione di 561 abitanti del comune austriaco di Landl, nel distretto di Liezen (Stiria). Già comune autonomo, il 1º gennaio 2015 è stato aggregato a Landl assieme agli altri comuni soppressi di Hieflau e Palfau.